# Kuhlia rubens
Kuhlia rubens és una espècie de peix pertanyent a la família Kuhliidae.

## Hàbitat
És un peix marí, bentopelàgic i de clima subtropical.

## Distribució geogràfica
Es troba a la mar Mediterrània: Itàlia.

## Observacions
És inofensiu per als humans.